# Glenea albocingulata
Glenea albocingulata é uma espécie de besouro da família Cerambycidae. Foi descrito por Per Olof Christopher Aurivillius em 1925. É conhecida a sua existência em Java e Bornéu.